# Выдранка
Выдранка (укр. Видранка; в 1958—2025 годах — Пархоменково) — село в Устилугской городской общине Владимирского района Волынской области Украины.
Население по переписи 2001 года составляет 60 человек. Почтовый индекс — 44762. Телефонный код — 3342. Занимает площадь 0,258 км².

## История
В 1958 году Указом ПВС УССР село Выдранка переименовано в с. Пархоменково, в честь Пархоменко Ивана Ивановича — пограничника, взявшего на себя руководство обороной погранзаставы в первый день Великой Отечественной войны.
В июне 2025 года, постановлением Верховной Рады Украины селу было возвращено название Выдранка